# Landelijke Eenheid

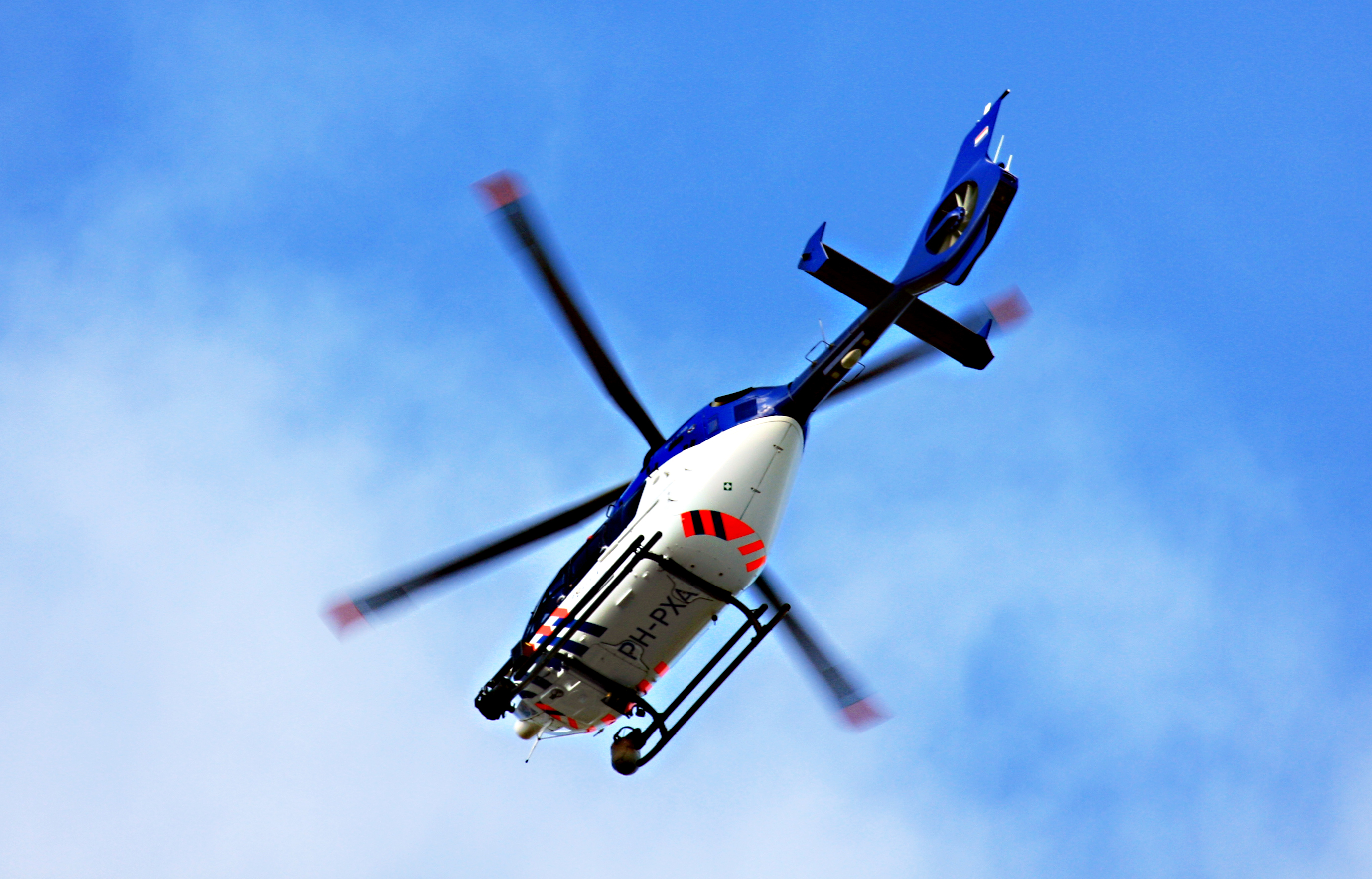
De politiehelikopters vallen onder Dienst Infrastructuur (DINFRA)

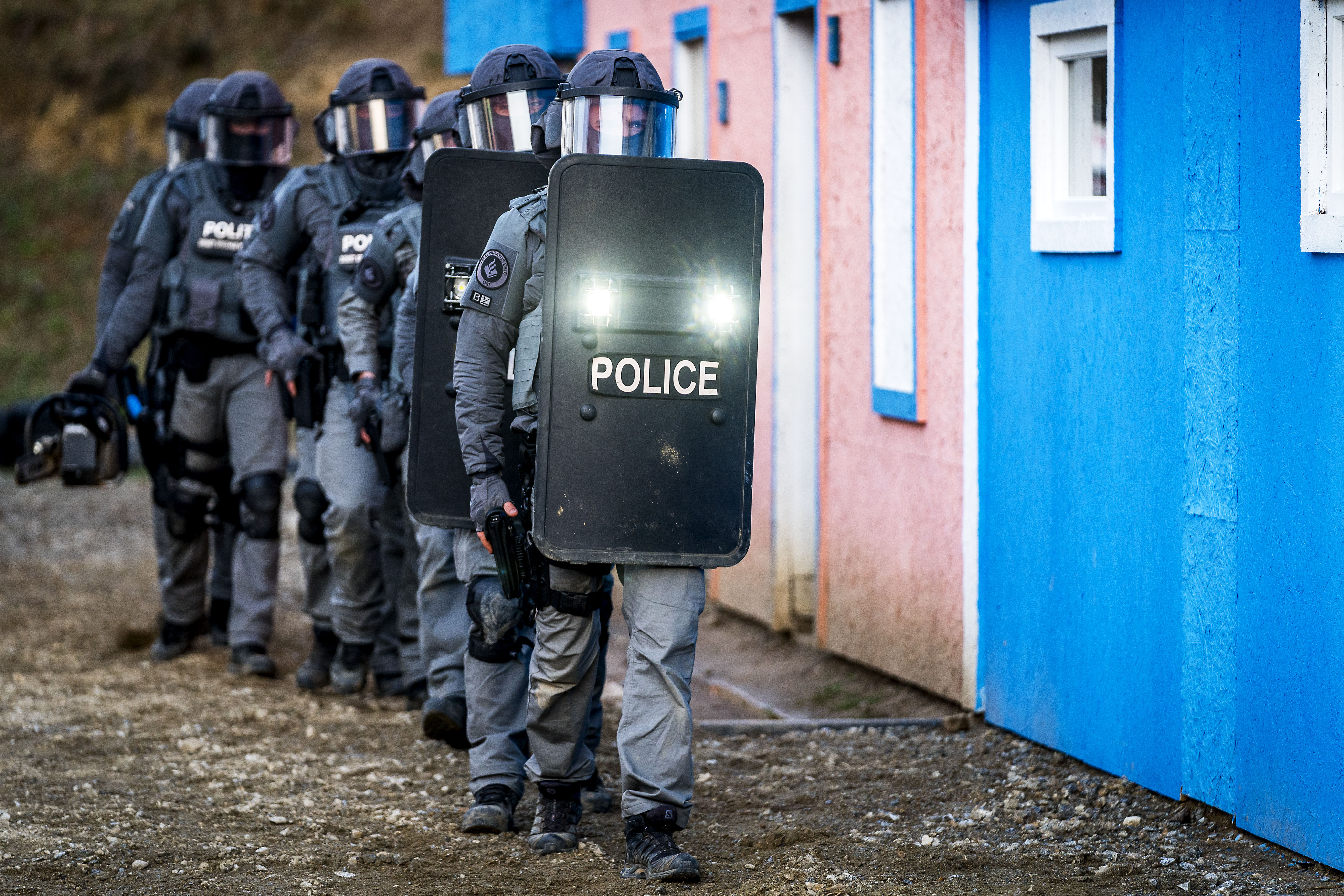
Agenten van Dienst Speciale Interventies tijdens een oefening

De Landelijke Eenheid was een van de eenheden van de Nederlandse nationale politie. Deze eenheid was in 2012 ontstaan na een herindeling van de werkgebieden van de politie. In de periode 2012-2023 waren er in Nederland in totaal 10 regionale eenheden en één landelijk opererende eenheid. Vanaf 1 januari 2024 is de Landelijke Eenheid opgesplitst in twee nieuwe landelijke eenheden: Eenheid Landelijke Expertise en Operaties (LX) en Eenheid Landelijke Opsporing en Interventies (LO).

## Diensten
Naast de korpsleiding werkte de Landelijke Eenheid ook op nationaal niveau. Het orgaan van de politie ondersteunde de tien regionale eenheden, maar daarnaast vielen er ook verschillende zelfstandige diensten onder het deel van de organisatie. Zo was de Landelijke Eenheid bijvoorbeeld verantwoordelijk voor de aanpak van de georganiseerde misdaad en terrorisme, de beveiliging van leden van het koninklijk Huis en de opsporing op snelwegen, spoor, water en in de luchtvaart. Er werkten specifieke specialisten op het gebied van recherche en forensisch onderzoek, maar ook de politiehonden, politiepaarden en helikopters vielen onder de eenheid. In totaal vielen er zeven verschillende diensten onder de Landelijke Politie.
- Dienst Landelijk Operationeel Coördinatiecentrum (DLOC). Het centrale punt in de aansturing van grote operaties, bij uitstek een dienst die overzicht, samenwerking en efficiënte waarborgt. De dienst heeft enerzijds een actueel beeld van wat er speelt in alle regio's en anderzijds de middelen van de politie inzichtelijk. Zo kan het Operationeel Centrum eventueel bijsturen en de slagkracht van de politie afstemmen op de veiligheidssituatie van dat moment.
- Dienst Landelijke Recherche (DLR). De dienst is verantwoordelijk voor de aanpak van de zware criminaliteit en specifieke misdrijven zoals kinderporno, milieucriminaliteit, terrorisme en high tech crime. Daarnaast is de dienst de officiële, nationale opsporingsinstantie als Nederlanders in het buitenland betrokken raken bij een zwaar misdrijf of terrorisme.
- Dienst Landelijke Informatieorganisatie (DLIO). De internationale specifieke informatie-uitwisseling en de monitoring van de (inter)nationale veiligheidssituatie ten behoeve van het operationele politiewerk is de verantwoordelijk van de DLIO. Daarnaast werkt de dienst voor de politie ook als loket voor Europol, Interpol en Nederlandse liaison officers die namens de politie in het buitenland werken. Onder deze dienst vallen ook Team Speciale Getuigen (TSG), het Team Nationale Inlichtingen (TNI) en de Landelijke Informatie Dienst WIV.
- Dienst Specialistische Ondersteuning (DSO). Alle operationele ondersteuning valt onder deze dienst. Het kan afgeschermde operaties zoals werken onder dekmantel en getuigenbescherming betreffen, of afluisteren en tappen van telefoons, maar ook om specialistische dieren. Onder deze dienst valt ook het Landelijk Forensisch Servicecentrum.
- Dienst Infrastructuur (DINFRA). De Dienst Infrastructuur beveiligt de Nederlandse hoofdinfrastructuur; de snelweg, het water, het spoor en in de luchtvaart. De politiehelikopters vallen ook onder deze dienst.
- Dienst Koninklijke en Diplomatieke Beveiliging (DKDB). Beschermt personen. Het gaat om leden van het Koninklijk Huis, politici, diplomaten en andere door het bevoegd gezag aangewezen personen.[3] Afhankelijk van de omvang van de dreiging schaalt de dienst op, dit gebeurt in samenwerking met de Nationaal Coördinator Terrorismebestrijding en Veiligheid en het Openbaar Ministerie.
- Dienst Speciale Interventies (DSI). Specialistische aanhoudings- en ondersteuningsteams van de politie zijn onderdeel van deze dienst.[4] Zij treden op bij dreigend ernstig geweld en terrorisme.

## Korps landelijke politiediensten
De Landelijke Eenheid was de opvolger van het Korps landelijke politiediensten, ook wel KLPD genoemd. De overgang heeft officieel plaatsgevonden op 1 januari 2013 als gevolg van een omvangrijke reorganisatie van de politie. Het doel was om de organisatie overzichtelijker te maken en meer eenheid te vormen.

## Organisatie in crisis
Vanwege een langdurige crisissituatie met betrekking tot het functioneren en het presteren van Landelijke Eenheid werd de commissie-Schneiders ingesteld. Op advies van die commissie werd per 1 januari 2024 de Landelijke Eenheid opgedeeld in twee nieuwe landelijke eenheden: Eenheid Landelijke Expertise en Operaties (LX) en Eenheid Landelijke Opsporing en Interventies (LO). Tot de splitsing werd op 24 maart 2023 besloten door minister van Justitie Dilan Yeşilgöz.  Volgens commissie-Schneiders zorgde een combinatie van het brede takenpakket en het ontbreken van gezamenlijke doelstellingen dat het prestatievermogen van de eenheid onder druk stond. Andere problemen volgens commissie-Scheiders was de traditionele top-down leiderschap, gebrekkige professionaliteit, ondermaatse samenwerking en het gebrek aan de menselijke maat binnen de eenheid. Daarbij voelden medewerkers zich onvoldoende gesteund door hun leidinggevenden en voelden zich soms zelfs onveilig binnen de organisatie.
Aanleiding tot de reorganisatie was de zelfdoding van een agent van de Landelijke Eenheid en het daaropvolgende onderzoek.
Bestaande regionale politieeenheden:
Noord-Nederland ·
Oost-Nederland ·
Midden-Nederland ·
Noord-Holland ·
Amsterdam ·
Den Haag ·
Rotterdam ·
Zeeland - West-Brabant ·
Oost-Brabant ·
Limburg ·
Eenheid Landelijke Expertise en Operaties ·
Eenheid Landelijke Opsporing en Interventies

Voormalige eenheden:
Landelijke Eenheid
Voormalige regiokorpsen:
Politie Groningen ·
Politie Fryslân ·
Politie Drenthe ·
Politie IJsselland ·
Politie Twente ·
Politie Noord- en Oost-Gelderland ·
Politie Gelderland-Midden ·
Politie Gelderland-Zuid ·
Politie Utrecht ·
Politie Noord-Holland-Noord ·
Politie Zaanstreek-Waterland ·
Politie Kennemerland ·
Politie Amsterdam-Amstelland ·
Politie Gooi en Vechtstreek ·
Politie Haaglanden ·
Politie Hollands Midden ·
Politie Rotterdam-Rijnmond ·
Politie Zuid-Holland-Zuid ·
Politie Zeeland ·
Politie Midden- en West-Brabant ·
Politie Brabant-Noord ·
Politie Brabant-Zuidoost ·
Politie Limburg-Noord ·
Politie Limburg-Zuid ·
Politie Flevoland ·